# 在台緬甸華人
在台灣的緬甸華人移民，移居台灣的原因可以分成兩種，一為政治因素，即1950年代以來，滯留在泰緬邊境的雲南人民反共志願軍，又稱泰緬孤軍，中華民國政府將其安置在今桃園龍岡、南投清境一帶；二為經濟與教育因素，1962年緬甸軍政府執政，尼溫將軍在任時期，對在緬甸的華僑展開一系列的經濟、教育限制政策，因經濟、教育生活受到限制，原本在緬甸落腳兩、三代的華人，開始移居到台灣，或以僑生身份來台就讀，並藉以取得身分證，成為台灣人。其中經濟、教育因素來台的緬甸華人，多居住在新北市華新街，俗稱「緬甸街」，形成一處在台灣的緬甸族群飛地。

## 歷史

### 從中國到緬甸
緬甸接壤於中國與印度之間，公元前四世紀末、三世紀初期，在今天的緬甸就有陸路商道。緬甸對於歷代中國來說，一直是一個交通要道，有「馬幫」在印度、緬甸、中國之間移動行商。
明代開始，華人才正式移居緬甸經商，明末永曆王室衰敗，逃入緬甸，大多數軍民也移居到今緬北一帶。不過華人大規模移居緬甸是在清代之後，清朝年間，華人商船多到緬甸做生意。清末1931年，許多中國沿海的福建、廣東人開始「下南洋」到緬甸生活。1937年又因為中日戰爭和國共內戰，更多的華人因為戰亂逃離中國，選擇到緬甸定居，其中也包含中國國民黨的孤軍。
此後生活在緬甸的華人分成兩類：「翻山華僑」主要是原本居住在雲南的華人，他們透過陸路跋涉到緬甸，居住於緬北（上緬甸）各個大城市，如曼德勒、密支那、臘戍等地；「渡海華僑」主要指原本居住於福建、廣東的華人，經由海路移動到緬甸，他們主要居住於緬南（下緬甸）的仰光。
當華人來到緬甸之後，同省籍的華人多半共同組成「省籍同鄉會」，他們在緬甸居住於同一個華人街區，大多數保有華人過年節慶文化，因此形成了例如仰光廣東大街這樣的緬甸華人地景。但是華人在身份認同上，仍是自我感知為「在緬甸的中國人」。而身份本是退居緬甸的國民黨孤軍，則分佈於泰緬邊境。

### 從緬甸到台灣
而目前在台灣的緬甸華人移民，移居台灣的原因可以分成兩種，一為政治因素，二為經濟與教育因素。

#### 政治因素
1950年前後幾年是國共內戰的尾聲，1950年月，位居雲南的國民黨軍隊開始分批從中國撤退到緬甸，這群國民黨孤軍被下令要到泰緬邊境駐守，打游擊戰。但因為緬甸已於1949年承認中華人民共和國之政權，並與中華民國斷交。緬甸向聯合國提告，要求國民黨撤出其位於緬甸境內的國民黨軍隊，位於台灣的國民黨政權才將其在緬甸、泰國邊境久待的孤軍接到台灣。
國民黨於1953年與1954年進行第一次撤軍，撤離六千多人至台灣，並於1961年進行第二次撤軍，撤離四千多人。1954年，國民黨將第一批撤軍軍人安置於溪洲、大林、霧峰糖廠倉庫，待眷村興建完畢，後來才將第一批軍人安置中壢「忠貞新村」。
而1961年第二批撤軍來台的軍人家眷，國民黨則將其安置在「見晴農場」（今清境農場），當時南投清境農場尚未開墾，孤軍們到此需空手興建新的家園。

#### 經濟教育因素
原本自清代之後移居緬甸的「翻山華僑」與「渡海華僑」在緬甸世居。1962年，緬甸軍政府上任，尼溫將軍執政時期強行採緬甸式社會主義政策，對外僑限制開始增多。1963年，緬甸實施經濟國有化政策，私人商店、公司收歸國有；1964年緬甸發生俗稱的「大票變」，政府下令停止大鈔的流通，使得華人社會財產損失巨大；1965年，緬甸宣布關閉華文學校，華人失去學習中文的場所；1967年，緬甸仰光更是發生了大規模的排華暴動，俗稱「六二六事件」。華人在這樣的歷史背景下，開始紛紛移民到台灣、港澳、美國、加拿大、澳洲等地。而來到台灣的緬甸華人，多半認同「中華民國」，認為台灣是「祖國」。
這個時候，華人離開緬甸回到「祖國」台灣，一部分是以舉家來台，或個人來台再申請家人依親的方式來台；也有部分華人以僑生身份來台讀書，當時國民政府給予緬甸僑生公費優惠，同時國民黨政府在不同時期給予緬甸外僑不同的優惠政策，透過「歸國華僑」、「僑生入籍法」，有些緬甸華僑學生來台灣讀書就可以申請獲得台灣身分證。台灣知名導演趙德胤，即是當時透過僑生身份來到台灣之緬甸僑生。
其中因為經濟教育因素來台灣的緬甸華人，僑生散落在各地學校，而舉家來台、依親來台工作者多聚集在今新北市中和一帶，因過去新北市中和區為工業區，租屋、物價便宜，許多緬甸華人均選擇在此落腳工作與定居。在1980年代之後，新北市中和華新街逐漸形成一處緬甸華人社群，形成一處在台灣的緬甸華人聚落。

## 聚落

### 新北市中和華新街

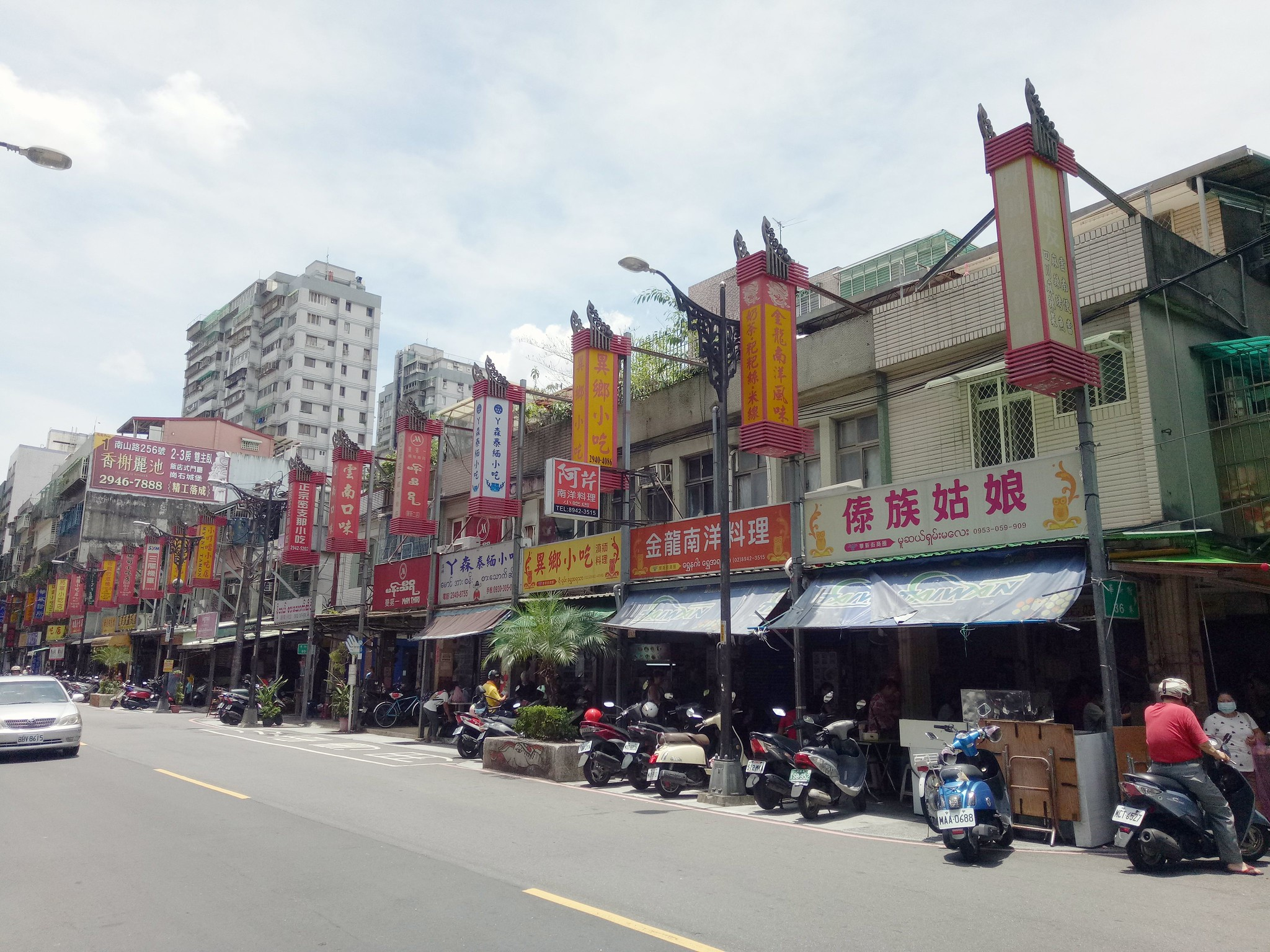
中和華新街一景，店家招牌多為中、緬雙語對照

俗稱「緬甸街」，是全台灣最大型的緬甸華人聚落。華新街上的緬甸華人移民多半因1960年代以來緬甸的經濟、教育政策，而選擇移民到台灣，在此落腳。1980年代，新北市中和華新街才逐漸形塑成一個以緬甸華人為主的社群地景，街上小吃店多販賣緬甸、雲南、廣東口味料理。同時華新街也成為在台緬甸華人的宗教信仰中心，華人在緬甸信仰南傳佛教（上座部佛教），華新街周圍亦有許多佛堂、弘法會，不時有緬甸僧侶來此交流、宣揚佛法。
2010年以來，新北市為了發展觀光，將華新街整建為「南洋觀光美食街」，於街頭街尾設立「南洋觀光美食街」牌，並統一華新街店家招牌。新北市政府也於每年四月中旬於華新街舉辦大型潑水節活動，吸引觀光人潮。唯2020年因應應嚴重特殊傳染性肺炎疫情（COVID-19）疫情，新北市政府宣布潑水節停辦一年。
不只是政府開始對移民街道重視，近幾年，也開始有民間團體對華新街展開文化導覽、故事保存之工作。南洋台灣姐妹會、燦爛時光東南亞主題書店均舉辦過華新街文化導覽。2018年華新街在地緬甸華人居民楊萬利創立《Mingalar Par緬甸街》（页面存档备份，存于）文化刊物，開始以民間的力量，記錄華新街緬甸華人移居台灣的歷史與故事。

### 桃園市龍岡忠貞市場
桃園市龍岡「忠貞新村」為國民黨1954年自緬甸撤軍之軍人眷村，眷村居民多為當時國共內戰退居泰緬邊境之雲南籍國民黨軍人與其眷屬，雲南過去為中國回教大省，當穆斯林雲南孤軍在今日忠貞新村定居，亦形成一處穆斯林聚落，並於1989年設立桃園龍岡清真寺。

### 南投縣清境孤軍社群
1961年國民黨進行第二批撤軍，來台的軍人家眷被安置在「見晴農場」（今清境農場），當時南投清境農場尚未開墾，也未有觀光足跡，孤軍們到此需空手興建新的家園。紀錄片導演李立劭拍攝的《滇緬游擊隊三部曲》即以清境農場的孤軍故事出發，探討泰緬國民黨孤軍歷史議題。

## 相關團體

### 中華民國緬甸歸僑協會
於民國54年成立於台北，前身為緬甸歸僑聯誼會，民國77年改組為台北市緬甸歸僑協進會。民國75年，台北縣緬甸歸僑協會成立。民國83年兩者合併為中華民國緬甸歸僑協會，為全國性之歸僑團體。為在台緬甸僑民之互助機構，協會提供資訊諮詢服務，亦於每年舉辦潑水節、點燈節活動，聯絡在台緬甸華人社群。

### 《Mingalar Par緬甸街》
2018年緬甸華僑楊萬利成立「Mingalar Par緬甸街」團隊，藉由發行《Mingalar Par緬甸街》刊物、舉辦在地導覽之文化工作，推廣緬甸移民議題，試圖成為台灣人與緬甸文化之間的橋樑。2020年「Mingalar Par緬甸街」團隊立案成立「鳴個喇叭文化工作室」，除了刊物發行，亦製作「鳴個喇叭！緬甸街」podcast （页面存档备份，存于）廣播節目。